# 阿什沃斯冰川
85°01′36″S 169°15′53″E / 85.02667°S 169.26472°E
阿什沃斯冰川是南極洲的冰川，位於杜費克海岸，發源自支持者山脈，最終在伊菲山以北5公里注入米爾冰川，現時由南極條約體系管理。